# MLB 1910
Die MLB-Saison 1910 war die neunte Saison der Major League Baseball (MLB).
Nachdem die Detroit Tigers die American League (AL) von 1907 bis 1909 drei Jahre lang dominiert hatten, mussten sie sich 1910 mit dem dritten Rang in der Liga begnügen. Erstmals nach 1905 konnten die Philadelphia Athletics die AL für sich entscheiden, und dies deutlich mit 14½ Spielen vor den New York Highlanders. Für die Athletics war es der insgesamt dritte AL-Titel.
Nach einem Jahr ohne Titel gewannen die Chicago Cubs die National League (NL) deutlich vor den New York Giants und sicherten sich so den vierten Erfolg in fünf Jahren.
Die Athletics gewannen zum Saisonabschluss die World Series 1910 und feierten, nachdem sie 1905 noch den New York Giants unterlegen waren, bei ihrer zweiten Teilnahme ihren ersten World Series Titel.

## Ergebnis zum Saisonende
| Pos | Franchise              | W   | L   | %      | GB  |
| --- | ---------------------- | --- | --- | ------ | --- |
| 1   | Philadelphia Athletics | 102 | 048 | 68,0 % | 0–  |
| 2   | New York Highlanders   | 088 | 063 | 58,3 % | 14½ |
| 3   | Detroit Tigers         | 086 | 068 | 55,8 % | 18  |
| 4   | Boston Red Sox         | 081 | 072 | 52,9 % | 22½ |
| 5   | Cleveland Naps         | 071 | 081 | 46,7 % | 32  |
| 6   | Chicago White Sox      | 068 | 085 | 44,4 % | 35½ |
| 7   | Washington Senators    | 066 | 085 | 43,7 % | 36½ |
| 8   | St. Louis Browns       | 047 | 107 | 30,5 % | 57  |

| Pos | Franchise             | W   | L   | %      | GB  |
| --- | --------------------- | --- | --- | ------ | --- |
| 1   | Chicago Cubs          | 104 | 050 | 67,7 % | –   |
| 2   | New York Giants       | 091 | 063 | 59,9 % | 13  |
| 3   | Pittsburgh Pirates    | 086 | 067 | 56,6 % | 17½ |
| 4   | Philadelphia Phillies | 078 | 075 | 51,1 % | 25½ |
| 5   | Cincinnati Reds       | 075 | 079 | 48,8 % | 29  |
| 6   | Brooklyn Superbas     | 064 | 090 | 41,1 % | 40  |
| 7   | St. Louis Cardinals   | 063 | 090 | 41,1 % | 40½ |
| 8   | Boston Doves          | 053 | 100 | 34,4 % | 50½ |

W = Wins (Siege), L = Losses (Niederlagen), % = Winning Percentage, GB = Games Behind (Rückstand auf Führenden: Zahl der notwendigen Niederlagen des Führenden bei gleichzeitigem eigenen Sieg) 

## Spielerstatistik

### Hitting

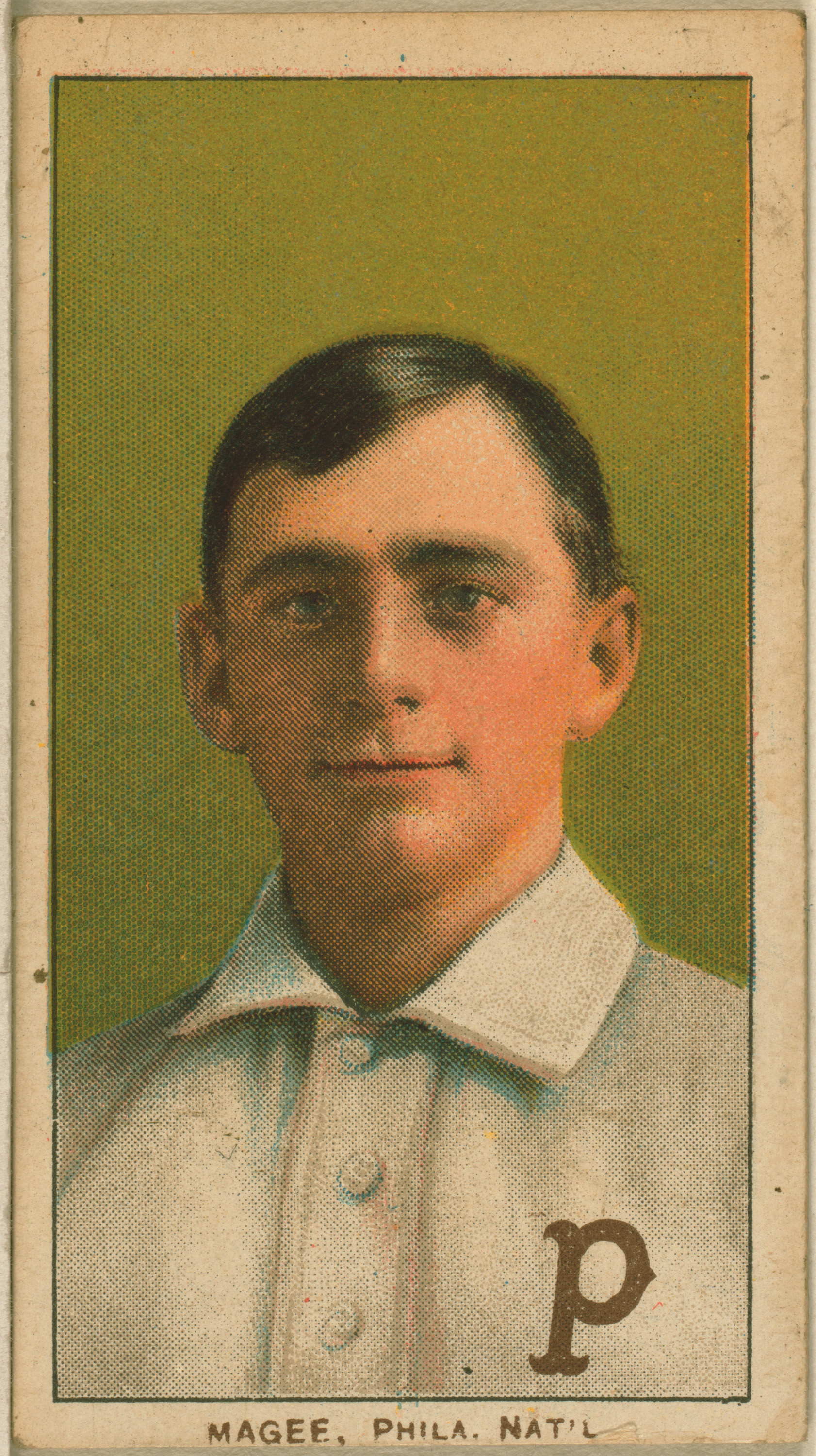
Sherry Magee von den A’s dominierte 1910 diverse Schlagstatistiken in der National League

| American League | American League | American League | American League | National League | National League          | National League | National League |
| Stat            | Spieler         | Team            | Total           | Stat            | Spieler                  | Team            | Total           |
| --------------- | --------------- | --------------- | --------------- | --------------- | ------------------------ | --------------- | --------------- |
| AVG             | Nap Lajoie      | CLE             | .384            | AVG             | Sherry Magee             | PHA             | .331            |
| HR              | Jake Stahl      | BOS             | 10              | HR              | Fred Beck Fred Schulte   | BSN CHC         | 10              |
| RBI             | Sam Crawford    | DET             | 120             | RBI             | Sherry Magee             | PHA             | 123             |
| R               | Ty Cobb         | DET             | 106             | R               | Sherry Magee             | PHA             | 110             |
| H               | Nap Lajoie      | CLE             | 227             | H               | Bobby Byrne Honus Wagner | PIT             | 178             |
| SB              | Eddie Collins   | PHA             | 81              | SB              | Bob Bescher              | CIN             | 70              |

### Pitching
| American League | American League | American League | American League | National League | National League   | National League | National League |
| Stat            | Spieler         | Team            | Total           | Stat            | Spieler           | Team            | Total           |
| --------------- | --------------- | --------------- | --------------- | --------------- | ----------------- | --------------- | --------------- |
| W               | Jack Coombs     | PHA             | 31              | W               | Christy Mathewson | NYG             | 27              |
| W-L %           | Chief Bender    | PHA             | 82,1 %          | W-L %           | Deacon Phillippie | PIT             | 87,5 %          |
| ERA             | Ed Walsh        | PHA             | 1,27            | ERA             | King Cole         | NYG             | 1,80            |
| K               | Walter Johnson  | WSH             | 313             | K               | Earl Moore        | PHI             | 185             |
| IP              | Walter Johnson  | WSH             | 370             | IP              | Nap Rucker        | BRO             | 320,1           |

## World Series
| Spiel                                             | Datum            | Gast                   | Ergebnis | Heim                   | Gesamtstand CHC–PHA | Ort               | Spielzeit | Zuschauer | Box   |
| ------------------------------------------------- | ---------------- | ---------------------- | -------- | ---------------------- | ------------------- | ----------------- | --------- | --------- | ----- |
| Spiel 1                                           | 17. Oktober 1910 | Chicago Cubs           | 1–4      | Philadelphia Athletics | 0–1                 | Shibe Park        | 1:54      | 26.891    | [ 5 ] |
| Spiel 2                                           | 18. Oktober 1910 | Chicago Cubs           | 3–9      | Philadelphia Athletics | 0–2                 | Shibe Park        | 2:25      | 24.597    | [ 6 ] |
| Spiel 3                                           | 20. Oktober 1910 | Philadelphia Athletics | 12–5     | Chicago Cubs           | 0–3                 | West Side Grounds | 2:07      | 2.6210    | [ 7 ] |
| Spiel 4                                           | 22. Oktober 1910 | Philadelphia Athletics | 3–4      | Chicago Cubs           | 1–3                 | West Side Grounds | 2:14      | 19.150    | [ 8 ] |
| Spiel 5                                           | 23. Oktober 1910 | Philadelphia Athletics | 7–2      | Chicago Cubs           | 1–4                 | West Side Grounds | 2:06      | 27.374    | [ 9 ] |
| Die Philadelphia Athletics gewinnen die Serie 4-1 |                  |                        |          |                        |                     |                   |           |           |       |